# Holtmühle
Holtmühle ist ein Ortsteil der Mittelstadt Wegberg im Kreis Heinsberg im Bundesland Nordrhein-Westfalen.

## Geografie

### Lage
Holtmühle liegt nordöstlich von Wegberg außerhalb vom Grenzlandring.

### Nachbarorte
|         | Rickelrath                                  | JHQ Rheindahlen Mönchengladbach |
| Busch   | Kompassrose, die auf Nachbargemeinden zeigt | Gatzweiler                      |
| Wegberg | Beeck                                       | Ellinghoven                     |

## Geschichte

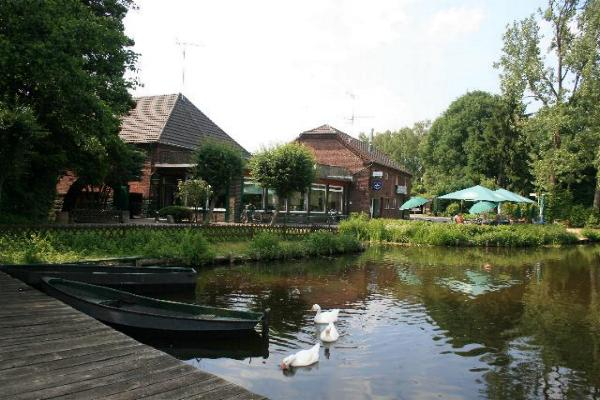
Die Holtmühle mit Restaurant

Ihren Namen „Holtmühle“ scheint sie von der Lage im heute noch waldreichen Gebiet zwischen Wegberg und Rheindahlen bekommen zu haben. Nicht von ungefähr hießen die Nachbarmühle „Buschmühle“ und die Nachbarsiedlung „Busch“. Ob sie deswegen auch eine Sägmühle war, ist wenig wahrscheinlich. Viel mehr dürfte sie seit 1397 als Öl- und Kornmühle gedient haben. Erst in ihren jetzten Jahrzehnten befasste sie sich ausschließlich mit dem Mahlen von Getreide. Da sie über einen der größten Stauweiher im Raum Wegberg (außer Tüschenbroich) verfügte, hatte sie gute Voraussetzungen, bis zuletzt ihr großes mittelschlächtiges Wasserrad mit 6 m Durchmesser benutzen zu können, das auch tatsächlich noch bis 1954 gelaufen ist. Dann wurde die Holtmühle endgültig zur Ausflugsgaststätte. Erfahrungen in der Gastronomie war vorhanden. Schon zwischen 1870 und 1894 hatte der Holtmüller eine Sommerwirtschaft betrieben, mit Kaffee und freier Kahnpartie auf dem Weiher.

## Infrastruktur
Die Ortschaft Holtmühle ist ländlich geprägt und liegt an der Kreisstraße 10. 
WestVerkehr bedient den Ort mit der AVV-Buslinie 411. Diese ist vor allem auf die Schülerbeförderung von und nach Wegberg und Beeck ausgerichtet. Abends und am Wochenende kann der MultiBus angefordert werden.
| Linie | Verlauf |
| ----- | --- |
| 411   | morgens: Kehrbusch → Isengraben → Flassenberg → Rath-Anhoven Schule → Schönhausen → Felderhof → Bissen bei Beeck → Moorshoven → Holtum → Uevekoven → Wegberg → Beeck Grundschule morgens: Bissen → Busch → Holtmühle → Kipshoven → Gripekoven – Ellinghoven → Beeck Grundschule → Wegberg mittags/nachmittags: Wegberg → Beeck Grundschule → Holtum → Uevekoven → (Bissen →) Busch → Holtmühle → Kipshoven → Gripekoven → Ellinghoven → Moorshoven → Bissen bei Beeck → Felderhof → Schönhausen → Rath-Anhoven Schule → Isengraben → Flassenberg → Kehrbusch |

## Sehenswürdigkeiten
- Mühlrad; 6 m Durchmesser

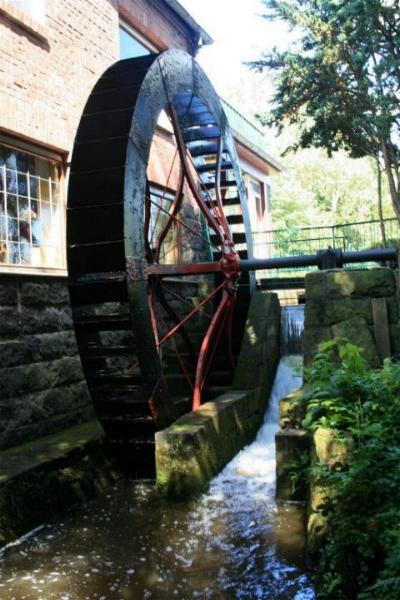
Mühlrad der Holtmühle

- Mühlenteich; Die auf dem See liegenden Boote sind Eigentum des SAV Wickrath e. V.

## Vereine
- Dorfgemeinschaft Busch-Holtmühle
- Freiwillige Feuerwehr Wegberg, zuständig auch für die Ortschaft Holtmühle
- SAV-Wickrath e. V., Angelverein aus Wickrath hegt und pflegt das Gewässer rund um die Holtmühle. Ebenso obliegt dem Verein die ständige Instandhaltung des historischen Mühlrades